# 스벤올레 토르센
스벤올레 토르센(Sven-Ole Thorsen, 1944년 9월 2일 ~ )은 덴마크의 배우이자 스턴트 배우이다. 1983년 덴마크 올해의 스트롱맨으로 선정된 이래 스턴트 연기를 맡아오고 있다.

## 출연 작품
- 레드 소냐 (1985)
- 런닝맨 (1987)
- 트윈스 (1988)
- 고스트버스터즈 2 (1989)
- 토탈 리콜 (1990)
- 드라큘라 (1992)
- 히트 (1995)
- 솔드 아웃 (1996)
- 브레이크다운 (1997)
- 배트맨 4: 배트맨과 로빈 (1997)
- 솔저 (1998)
- 콜래트럴 (2004)